# Regards et Sourires
Pour plus de détails, voir Fiche technique et Distribution.
Regards et Sourires (Looks and Smiles) est un film britannique de Ken Loach, sorti en 1981. 

## Synopsis
Sheffield. Les usines sidérurgiques ferment et les jeunes générations issues de la classe ouvrière sont désormais frappées par le chômage. Le jeune Alan s'engage dans l'armée alors que son ami Mick, encore mineur, affronte l'opposition de son père. Ce dernier essaie cependant de trouver un travail, mais en vain...

## Fiche technique
- Titre : Regards et sourires
- Titre original : Looks and Smiles
- Réalisateur : Ken Loach
- Scénario : Barry Hines
- Photographie : Chris Menges
- Musique : Marc Wilkinson, Richard and the Taxmen
- Montage : Steve Singleton
- Pays d'origine :  Royaume-Uni
- Langue de tournage : Anglais
- Producteur : Irving Teitelbaum
- Sociétés de production : Black Lion Films, Kestrel Films
- Format : couleur
- Genre : Drame
- Durée : 104 minutes
- Date de sortie : 1981

## Distribution
- Graham Green : Mick Walsh
- Carolyn Nicholson : Karen Lodge
- Phil Askham : Mr. Walsh
- Pam Darell : Mrs. Walsh
- Tony Pitts : Alan Wright
- Patti Nichols : Mrs. Wright
- Stuart Golland : Mr. Wright